# Anolis krugi
Anolis krugi är en ödleart som beskrevs av  Peters 1877. Anolis krugi ingår i släktet anolisar, och familjen Polychrotidae. Inga underarter finns listade i Catalogue of Life.